# Лобачёв, Аркадий Филиппович
Аркадий Филиппович Лобачёв (2 марта 1924, Вятский уезд, Вятская губерния — 30 июля 1989, Киров) — младший лейтенант Рабоче-крестьянской Красной Армии, участник Великой Отечественной войны, Герой Советского Союза (1944).

## Биография
Аркадий Лобачёв родился 2 марта 1924 года в деревне Костицы. После окончания четырёх классов школы и школы фабрично-заводского ученичества работал в колхозе. В марте 1942 года Лобачёв был призван на службу в Рабоче-крестьянскую Красную Армию. С мая того же года — на фронтах Великой Отечественной войны. К июню 1944 года гвардии ефрейтор Аркадий Лобачёв был автоматчиком 201-го гвардейского стрелкового полка 67-й гвардейской стрелковой дивизии 6-й гвардейской армии 1-го Белорусского фронта. Отличился во время освобождения Витебской области Белорусской ССР.
22 июня 1944 года во время боя за деревню Ратьково Шумилинского района Лобачёв первым ворвался в расположение противника и принял активное участие в захвате его траншей. 24 июня он одним из первых переправился через Западную Двину к югу от Полоцка. 3 июля, отражая немецкие контратаки в районе деревни Троицкое Полоцкого района, он лично уничтожил вражеского снайпера и пулемётный расчёт.
Указом Президиума Верховного Совета СССР от 22 июля 1944 года гвардии ефрейтор Аркадий Лобачёв был удостоен высокого звания Героя Советского Союза с вручением ордена Ленина и медали «Золотая Звезда».
В 1944 году Лобачёв окончил курсы младших лейтенантов. В октябре 1945 года он был уволен в запас. Проживал и работал в Кирове. Умер 30 июля 1989 года.
Был также награждён орденом Отечественной войны 1-й степени и рядом медалей.

## Комментарии
1. ↑  Деревня Костицы, относившаяся к Якшинской, затем — Вожгальской волости Вятского уезда, в последующем входила в состав Суслопаровского сельсовета Вожгальского района; не сохранилась, ныне — территория Кумёнского района Кировской области[1].